# Condado de Johnson (Tennessee)
El condado de Johnson (en inglés: Johnson County, Tennessee), fundado en 1836, es uno de los 95 condados del estado estadounidense de Tennessee. En el año 2000 tenía una población de 17.499 habitantes con una densidad poblacional de 23 personas por km². La sede del condado es Mountain City.

## Geografía
Según la Oficina del Censo, el condado tiene un área total de 784 km² (302,7 mi²), de la cual 773 km² (298,5 mi²) es tierra y 11 km² (4,2 mi²) es agua.

### Condados adyacentes
- Condado de Washington norte
- Condado de Grayson noreste
- Condado de Ashe este
- Condado de Watauga sureste
- Condado de Avery sur
- Condado de Carter suroeste
- Condado de Sullivan oeste

### Área Nacional protegida
- Cherokee Bosque Nacional (parte)

## Demografía
En el 2000 la renta per cápita promedia del condado era de $23,067, y el ingreso promedio para una familia era de $28,400. El ingreso per cápita para el condado era de $13,388. En 2000 los hombres tenían un ingreso per cápita de $24,018 contra $18,817 para las mujeres. Alrededor del 22.60% de la población estaba bajo el umbral de pobreza nacional.

## Lugares

### Ciudades y pueblos
- Mountain City

### Comunidades no incorporadas
- Butler
- Laurel Bloomery
- Shady Valley
- Trade

### Lagos
- Lago Watauga